# 제이크 에이블
제이크 에이블(Jake Abel, 1987년 11월 18일 ~ )은 미국의 배우이다.

## 출연 작품

### 영화
- 퍼시 잭슨과 번개 도둑(2010)
- 아이 엠 넘버 포(2011) - 마크 제임스 역
- 호스트(2013)
- 퍼시 잭슨과 괴물의 바다(2013)
- 말리그넌트(2021) - 데릭 역

### 드라마
- 스레스홀드(2005)
- 콜드 케이스(2006)
- CSI: 마이애미(2007)
- CSI: NY(2009)
- ER(2009)
- 슈퍼내추럴(2009)
- 그레이 아나토미(2011)